# Еписпадија
Еписпадија је урођена мана мушког полног органа, код које се мокраћна цев отвара на горњој страни пениса и позади према његовом корену, уместо на врху пениса како је уобичајено. Може је пратити и немогућност контроле мокрења (уринарна инконтиненција). Ово је изузетно ретка мана, која се јавља једном или два пута на 200 оперисаних хипоспадија.
Описана је породична склоност ка овом поремећају, али није доказано наслеђивање. Честе су и пропратне аномалије мокраћне бешике и горњег уринарног тракта.

## Класификација и клиничка слика
Класификација еписпадија се најчешће врши на основу положаја абнормалног отвора мокраћне цеви. Разликује се пет облика: гландијална (на главићу пениса), коронарна, пенилна (континентна и инконтинентна), пенопубична (на корену пениса) и супрапубична (на кожи трбуха изнад корена пениса). 
Пенис је кратак, у облику плоче, са препуцијумом (кожом пениса) који је слабије развијен и на горњој страни недостаје. Постоје и друге аномалије - регионалне (кила или неспуштени тестиси) и удаљене. 

## Лечење
Лечење еписпадије је оперативно. Оптимално време је између друге и треће године живота. Данашњи тренд је да операција буде обављена у једном акту. Основни циљ је продужити мокраћну цев, односно отвор направити на врху пениса.
Најблажи облици еписпадије не захтевају хируршку терапију, осим ако је поремећено мокрење. Код одраслих, некоригована еписпадија отежава нормалан сексуални однос. Један од најважнијих предуслова у већини оперативних техника за успешну операцију је пенис са препуцијумом.
- Мануелно и оперативно лечење еписпадије
- Мануелно и оперативно лечење (1921)
- Оперативно лечење